# احمد حامی
احمد حامی (۱۲۸۶  یا ۱۲۸۸  تهران – ۷ بهمن ۱۳۷۹ در گذشت [۵] استاد دانشگاه، مهندس راه و ساختمان و پژوهشگر ایرانی است. دانشگاه آکسفورد از او با عنوان پدر مهندسی عمران ایران یاد کرده‌است.

## ‌زندگی‌نامه
تحصیلات ابتدائی را در مدارس توفیق و حسینیه و تحصیلات متوسطه را در دبیرستان دارالفنون انجام داد و در سال ۱۳۰۸ با شرکت در آزمون اعزام به خارج به همراه دومین گروه دانشجویان راهی برلین شد اما به دلائلی پس از یک سال به تهران بازگشت و سپس راهی سوئیس شد. پس از پایان تحصیلات در رشته مهندسی راه و ساختمان با درجه ممتاز در دانشگاه زوریخ در سال ۱۳۱۵  یا ۱۳۱۶  به کشور بازگشت و همزمان با گذرانیدن دوران خدمت نظام وظیفه، در سمت ریاست راه مشغول به فعالیت شد.
مهندس حامی از سال ۱۳۱۶ همزمان با فعالیت در وزارت راه، تدریس در دانشکده فنی دانشگاه تهران را آغاز کرد و از پایه‌گذاران این دانشکده در محل کنونی‌اش شد. او بعدها علاوه بر دانشکده فنی در  دانشکده پلی‌تکنیک، دانشگاه تبریز و دانشگاه فارابی اصفهان نیز تدریس کرد.
با تأسیس سازمان برنامه در سال ۱۳۲۷، مهندس حامی به این سازمان پیوست و از بنیان‌گذاران آن به شمار می‌رود و در سال ۱۳۳۳ معاون ساختمانی وزارت راه شد. او همچنین سال‌ها در مرکز تحقیقات ساختمان و مسکن فعال بود.
استاد حامي، سرانجام پس از عمري تدريس و تلاش پيگير در راه اعتلاي ايران عزيز و خدمت به مردم در دهم بهمن‌ماه 1379 در گذشت و در بهشت ‌زهرا(س) به خاك سپرده شد.
گفتني است؛ استاد حامي، حقوق مربوط به تمامي آثار خود را به دانشگاه تهران اهدا كرده است.[۵]

## تالیفات

### کتاب‌های فنی و مهندسی
- مصالح ساختمانی
- سیمان‌های طبیعی
- سیمان نسوز
- آسفالت گوگردی
- آسفالت
- راه‌های ایران در گذشته و آینده
- روسازی آسفالتی خیابان‌های تهران
- ماشین‌های متراکم‌کننده زمین‌های خرده سنگی
- راه‌سازی از روی زمین تا زیر چرخ غلطان
- راه‌های ایران
- برآورد ساختمان‌ها
- آب‌یابی، آب‌رسانی، آب‌یاری
- آب‌سنجی در ایران باستان

### کتاب‌های ادبی و تاریخی
- سفر جنگی اسکندر مقدونی به درون ایران و هندوستان بزرگترین دروغ تاریخ است
- هلنیسم دروغی بزرگ دربارهٔ فرهنگ ملتی کوچک
- خط فارسی
- کیش مهر یا بغ مهر